# Ташиева, Бурул
Бурул Ташиева (1932, Базар-Коргонский район, Джалал-Абадская область — 1989) — советский хозяйственный, государственный и политический деятель.

## Биография
Родилась в 1932 году в селе Когалма. Член КПСС.
С 1948 года — на хозяйственной, общественной и политической работе. В 1948—1989 гг. — колхозница, доярка колхозов «Ленинский путь» Ленинского района, «Коммунизм» и «Комсомол» Базар-Коргонского района Киргизской ССР.
Избиралась депутатом Верховного Совета Киргизской ССР 7-го созыва.
Умерла в Базар-Коргоне в 1989 году.